# Labisia smaragdina
Labisia smaragdina är en viveväxtart som beskrevs av Lucien Linden och Rodigas. Labisia smaragdina ingår i släktet Labisia och familjen viveväxter. Inga underarter finns listade i Catalogue of Life.